# Schlieffen-Kaserne (Lüneburg)
Die Schlieffen-Kaserne war eine Garnison in Lüneburg, in der von 1936 bis 1945 Wehrmachtseinheiten hauptsächlich der Kavallerie und der Aufklärung stationiert waren. Benannt wurde die Anlage nach dem preußischen Generalfeldmarschall Alfred von Schlieffen. Nach dem Ende des Zweiten Weltkriegs waren in der Kaserne britische Besatzungstruppen untergebracht. Ab 1958 nutzte die Bundeswehr die Kasernenanlage für Panzer- und Panzergrenadier- und Panzerartillerietruppen. Nach dem Ende des Kalten Krieges erfolgte ab 1992 eine Reduzierung der in der Kaserne stationierten Einheiten, der 2002 schließlich in die Aufgabe der militärischen Nutzung mündete. Zwischen 1999 und 2016 nutzte der Bundesgrenzschutz bzw. die Bundespolizei die Anlage. Zudem entstand auf einer Teilfläche ab 2000 ein Behördenzentrum. Darüber hinaus wird nach Abriss zahlreicher Gebäude schrittweise das Hanseviertel mit Wohngebieten und Gewerbeflächen errichtet.

## Geschichte

### NS-Staat und Zweiter Weltkrieg
Im Zuge der Aufrüstung der Wehrmacht ab 1934 benötigte der NS-Staat zusätzliche Truppenunterkünfte. Die Stadt Lüneburg bemühte sich zudem selbst 1935 um die Stationierung von Wehrmachtseinheiten. Am 5. August 1935 einigten sich der Reichsfiskus und die Stadt auf einen Vertrag, der die Bereitstellung von Grundstücken an zwei Standorten für Infanterie-, Kavallerie- und Artillerieverbände mit 5.000 Soldaten und 1.600 Pferden vorsah. Zu diesen Flächen gehörte auch ein Areal an der Bleckeder Landstraße im Osten Lüneburgs. Noch im selben Jahr begann der Bau der späteren Schlieffen-Kaserne. Am 18. Mai 1936 wurde Richtfest gefeiert. Das aus dem 13. Preußischen Reiterregiment gebildete Kavallerieregiment 13 zog am 6. Oktober 1936 mit 3000 Pferden in die fertiggestellte Kaserne ein, die deshalb auch Kavalleriekaserne genannt wurde. Dabei belegte die I. Abteilung den westlichen Teil, die II. Abteilung den östlichen Bereich der Anlage. 1938 erhielt der Bau den Namen „Schlieffen-Kaserne“. Mit der Mobilmachung im August 1939 wurde das Regiment aufgelöst. Es wurde in die Aufklärungs-Abteilungen 22, 30, 152 und 158 eingegliedert, die zum Kriegseinsatz kamen. In der Kaserne entstand am 26. August 1939 die Kavallerie-Ersatz-Abteilung 13. Am 5. September 1942 wurde sie zur Radfahr-Ersatz-Abteilung 13 umgegliedert. Zum 27. April 1943 erfolgte eine weitere Änderung zur Aufklärungs-Ersatz-Abteilung 13. Am 15. Dezember 1943 wurde diese Abteilung aufgelöst und zur Bildung der Kavallerie-Ersatz-Abteilung 100 am Standort verwendet. Die Kavallerie-Ersatz-Abteilung 100 wurde am 18. September 1944 in die Niederlande verlegt. An ihre Stelle trat die am 26. September 1944 neu aufgestellte 100./X, die am 1. Dezember 1944 in Kavallerie-Ersatz-Abteilung 20 umbenannt wurde. Bis zum Kriegsende wurden in der Kaserne noch Wehrmachtseinheiten aufgestellt und versorgt.

### Nutzung durch britische Truppen 1945–1958
Nachdem britische Truppen am 18. April 1945 Lüneburg eingenommen hatten, besetzten sie auch die Schlieffen-Kaserne. Die Anlage wurde in Wyvern Barracks umbenannt. 1945/46 wurden die Truppenunterkünfte auch für kurzfristige Unterbringungen von Einheiten genutzt, die entweder in nach Großbritannien zurückverlegt oder gänzlich aufgelöst wurden. Dazu zählten unter anderem im Mai 1945 Teile der Oxfordshire and Buckinghamshire Light Infantry (43/52nd Regiments) und zwischen Juni und September 1946 Teile der 3rd/4th County of London Yeomanry (Sharpshooters). Von Juli 1946 bis März 1952 waren hier The Royal Scots Greys (2nd Dragoons) stationiert, bevor dieser Verband über Aldershot nach Libyen verlegte. Von September 1946 bis April 1948 war zudem das 2nd Royal Tank Regiment in der Kaserne untergebracht.  1952 folgten die 8th King's Royal Irish Hussars, die aus dem Koreakrieg zur Britischen Rheinarmee kamen und in der Kaserne in Lüneburg stationiert wurden. Im Oktober 1958 ging die Einheit nach ihrer Verlegung nach Bergen-Hohne in The Queen's Own Royal Irish Hussars auf. Schließlich war 24th Regiment Royal Artillery von Januar 1956 bis Januar 1958 hier zusätzlich stationiert, bevor der Verband nach Nienburg/Weser zog.

### Bundeswehr
Nach der Gründung der Bundeswehr bestand wiederum Bedarf an Kasernen. Am 15. September 1958 wurden die Gebäude der Schlieffen-Kaserne durch ein Vorauskommando des Panzerbataillon 83 übernommen. Die offizielle Übergabe der Lüneburger Kasernen durch die britischen Streitkräfte an die Bundeswehr fand feierlich am 8. November 1958 statt.
Folgende Stäbe, Verbände, Einheiten und Dienststellen der Bundeswehr waren in der Schlieffen-Kaserne stationiert:
| Einheit                                                                 | Stationierung ab  | Herkunft | Stationierung bis  | Verbleib |
| ----------------------------------------------------------------------- | ----------------- | --- | ------------------ | --- |
| Evangelischer Standortpfarrer Lüneburg I                                | 1. Mai 1955       | neu eingerichtet | 31. Oktober 2005   | aufgelöst |
| Panzergrenadierbataillon 82                                             | 1. Oktober 1958   | neu aufgestellt (4./Grenadierbataillon 3 aus Hamburg, Boehn-Kaserne sowie Abgaben des Grenadierbataillons 23 aus Schwanewede, Lützow-Kaserne)                                                                              | 30. September 1992 | aufgelöst |
| Panzerbataillon 83                                                      | 1. Oktober 1958   | neu aufgestellt | 31. März 1992      | umgegliedert zu Geräteeinheit mit Stamm-/Aufwuchsbeziehung zum Panzerbataillon 84 |
| Panzerbataillon 84                                                      | 1. Oktober 1959   | verlegt nach Aufstellung am 1. Juli 1959 (4./ ab 8. Oktober 1959) auf dem Fliegerhorst Lüneburg, später Theodor-Körner-Kaserne: Umzug Stab und 1./ am 7. Januar 1960; 2./ und 3./ am 1. Oktober 1959; 4./ am 31. März 1960 | 31. Dezember 2002  | aufgelöst; Abschiedsappell: 20. Dezember 2002 |
| Ausbildungskompanie 6/3                                                 | 1. Oktober 1960   | neu aufgestellt | 30. September 1967 | aufgelöst; aufgegangen in Panzerjägerkompanie (Rak) 80 (Standort: Theodor-Körner-Kaserne in Lüneburg) |
| Ausbildungsbatterie 5/3                                                 | 3. Juli 1961      | neu aufgestellt | 30. September 1970 | als 4./Panzerartilleriebataillon 85 eingegliedert |
| Verteidigungsbezirkskommando 25                                         | 1963              | neu aufgestellt | 2007               | aufgelöst |
| Verteidigungskreiskommando 252 (GerEinh)                                | 1. November 1965  | neu aufgestellt | 30. April 1996     | aufgelöst |
| ABC-Abwehrzug 80                                                        | 1. April 1965     | neu aufgestellt | 15. Oktober 1966   | Aufwuchs zur ABC-Abwehrkompanie 80 am 16. Oktober 1966 |
| ABC-Abwehrkompanie 80                                                   | 16. Oktober 1966  | neu aufgestellt | 1972               | verlegt in Scharnhorst-Kaserne und dort zum 1. Oktober 1972 in ABC-Abwehrkompanie 3 umbenannt |
| Materialausstattung Sanitätsbereich 25/9                                | 1. Juli 1972      | neu aufgestellt | 30. Juni 1997      | aufgelöst |
| Zahnstation (Terr)H 237                                                 | 1. Oktober 1974   | neu aufgestellt | 31. März 1981      | aufgelöst |
| Feldwebel für Reservisten 252                                           | 1. April 1978     | neu eingerichtet | 30. September 1994 | aufgelöst |
| Zahnstation (Terr)H 250                                                 | 1. Oktober 1978   | neu aufgestellt | 31. März 1981      | in Zahnarztgruppe 214/3 umgegliedert |
| Panzerbataillon 81 (mit Teileinheiten 36 und 37 sowie 2./, 3./ und 4./) | 1. Oktober 1980   | neu aufgestellt | 30. September 1992 | aufgelöst |
| Kasernenfeldwebel Lüneburg 2                                            | 1. April 1981     | neu eingerichtet | 30. November 1994  | aufgelöst |
| Zahnarztgruppe 214/3                                                    | 1. April 1981     | aus Zahnstation (Terr)H 250 | 31. Dezember 1999  | aufgelöst |
| Standortfernmeldeanlage 218/424                                         |                   | neu aufgestellt |                    | aufgelöst |
| Verkehrskommandantur 722 (teilaktiv)                                    |                   | neu aufgestellt |                    | aufgelöst |
| Pionierdienstgruppe 7252 (GerEinh)                                      |                   | neu aufgestellt |                    | aufgelöst |
| Pionierdienstgruppe Verteidigungsbezirkskommando 25                     |                   | neu aufgestellt |                    | aufgelöst |
| Wallmeistertrupp 252/1, 252/2, 252/3 und 252/4                          |                   | neu aufgestellt |                    | aufgelöst |
| Infrastruktur- und Bauinstandsetzungsgruppe 7025 (GerEinh)              | 1. Januar 1982    | neu aufgestellt | 30. September 1994 | aufgelöst |
| Infrastruktur- und Bauinstandsetzungsgruppe 7252 (GerEinh)              | 1. Januar 1982    | neu aufgestellt | 30. Juni 1996      | aufgelöst |
| Fahrschulgruppe Lüneburg 3                                              | 1985              | neu aufgestellt | 31. März 1994      | zur Aufstellung von Kraftfahrausbildungszentrum Lüneburg herangezogen |
| Fahrschulgruppe Lüneburg 4                                              | 1985              | neu aufgestellt | 31. März 1994      | zur Aufstellung von Kraftfahrausbildungszentrum Lüneburg herangezogen |
| Panzerbataillon 83 (nichtaktiv)                                         | 1. April 1992     | aus Panzerbataillon 83 | 30. September 2002 | verlegt nach Munster, dort zum 30. Juni 2008 aufgelöst, Außerdienststellungsappell: 25. April 2008; bis 31. Dezember 1993: Stamm-/Aufwuchsbeziehung zum Panzerbataillon 84; ab 1. Januar 1994: Stamm-/Aufwuchsbeziehung zum Panzerlehrbataillon 94 |
| Panzerartilleriebataillon 85                                            | 12. November 1992 | verlegt nach Aufstellung am 1. Oktober 1959 im Fliegerhorst Lüneburg, später Theodor-Körner-Kaserne, und Zwischenstationierung ab Mai 1972 in der Scharnhorst-Kaserne, Lüneburg                                            | 31. März 1997      | am Standort in Geräteeinheit mit Stamm-/Aufwuchsbeziehung zum Panzerartillerielehrbataillon 95 umgewandelt |
| Kraftfahrausbildungszentrum Lüneburg                                    | 1. April 1994     | aus bisherigen Fahrschulgruppen Lüneburg aufgestellt |                    | neuer Standort: Theodor-Körner-Kaserne; am 1. April 2011 zum Kraftfahrausbildungszentrum Militärkraftfahrer Lüneburg umgegliedert |
| Fernmeldesystembezirk der Bundeswehr 102/2                              | 1. Dezember 1994  | neu aufgestellt | 30. September 2001 | aufgelöst |
| Panzerartilleriebataillon 85 (nichtaktiv)                               | 1. April 1997     | aus Panzerartilleriebataillon 85 | Juli 2002          | verlegt nach Kellinghusen, Liliencron-Kaserne; bildete dort eine Stamm-/Aufwuchsbeziehung zum Panzerartilleriebataillon 515, zum 31. Dezember 2008 aufgelöst                                                                                       |
| Heimatschutzbataillon 38                                                |                   | neu aufgestellt |                    | aufgelöst |

Obwohl die militärische Nutzung der Kaserne schrittweise bis 2002 aufgegeben wurde, bestand seitens des Bundesinnenministeriums weiterhin ein Bedarf an Teilflächen für die Absicherung der Castor-Transporte durch den Bundesgrenzschutz bzw. die Bundespolizei in das Zwischenlager nach Gorleben. Noch im Februar 2014 erklärte die damalige Bundesregierung auf eine parlamentarische Anfrage im Bundestag, dass die Bundespolizei Teile der Schlieffen-Kaserne benötige. Anfang März 2014 änderte sich diese Einschätzung und es wurde eine 20 Hektar große Restfläche des Kasernenareals freigegeben.

## Nachnutzung

### Behördenzentrum Ost
Mit der Umgliederung des Panzerartilleriebataillons 85 in eine Geräteeinheit wurden zunächst ab 1. April 1997 vier Kasernengebäude im Westteil der Garnison frei. Zwischen Juni 2000 und Oktober 2001 zogen nach Sanierungs- und Umbauarbeiten das Gewerbeaufsichtsamt, das Katasteramt Lüneburg, das Verwaltungsgericht Lüneburg, das Arbeitsgericht Lüneburg, das Rechnungsprüfungsamt, der Niedersächsische Landesbetrieb für Wasserwirtschaft, Küsten- und Naturschutz sowie das Finanzamt für Fahndung und Strafsachen Lüneburg in die Blöcke ein. Es entstand das Lüneburger „Behördenzentrum Ost“.
Der ehemalige Exerzierplatz inmitten des Behördenzentrums wurde zunächst zu einem Parkplatz umgenutzt. Der westliche Teil steht im Eigentum des Landes, während der östliche Teil privaten Investoren gehört. 2021 stellte einer von ihnen eine Bauvoranfrage. Das Gebiet war noch nicht überplant worden. Die Stadt entschloss sich zu einer städtebaulichen Planung, fasste am 23. März 2021 einen Aufstellungsbeschluss für einen Bebauungsplan und erließ eine Veränderungssperre. Im März 2022 wurde ein Workshop zur Erstellung eines städtebaulichen Konzeptes durchgeführt. Im Juni 2022 lagen erste Entwürfe dem Bauausschuss der Stadt vor. Danach sind eine Tiefgarage, mehrere Gebäude mit einer Mischung aus Wohnen, Arbeiten, Handel und Gewerbe sowie Grünanlagen vorgesehen. Die ehemaligen Kasernenbauten, die Behörden nutzen, sollen erhalten bleiben. Der entsprechende Entwurf des Bebauungsplans Nr. 153 IV „Hanseviertel / Adolph-Kolping-Straße“ sieht zwei urbane Gebiete auf dem 3,53 Hektar großen Areal vor. Zwar beschloss im Dezember 2023 der Rat die Auslegung des Bebauungsplanentwurfs. Doch es bestanden Bedenken aufgrund der bestehenden Eigentumsverhältnisse, dass die Umsetzung der Tiefgarage gefährdet sein könnte. Insgesamt sollen 91 Wohnungen entstehen.

### Unterbringung des Bundesgrenzschutzes
Ab 1999 stationierte der Bundesgrenzschutz im östlichen Kasernenareal erste Einheiten, hauptsächlich zur Begleitung der Atommülltransporte in das Zwischenlager Gorleben. 2003 wurde der Bereich gegenüber dem Behördenzentrum und den nördlichen Kasernenteilen abgezäunt. Für den Bundesgrenzschutz bzw. die Bundespolizei standen sodann Unterkunftsgebäude, Containerunterbringungen, Küche, Kantine, eine Kraftfahrzeugwerkstatt und Kraftfahrzeughallen, Büros, Lager und Hundezwinger zur Verfügung. Im September 2016 zog der Bund die Polizeikräfte ab.

### Nutzung als Flüchtlingsunterkunft
Ab November 2013 erfolgte in Teilen der Schlieffen-Kaserne die Unterbringung von Geflüchteten. Die Nutzung von Unterkunftsgebäuden wurde jedoch 2018 beendet, um einen Abriss und eine Erweiterung der Neubaugebiete des Hanseviertels zu ermöglichen.
Durch den Überfall Russlands auf die Ukraine kam es ab Februar 2022 zu neuen Flüchtlingsströmen nach Deutschland. Für die Unterbringung von Ukrainern und anderen Geflüchteten wurden im Herbst 2022 im Hanseviertel Sporthallen zu Notunterkünften.

### Vom Schlieffen-Park zum Hanseviertel I und II
Für den nördlichen Teil der Schlieffen-Kaserne, der insbesondere technische Bereiche mit Kraftfahrzeug- und Panzerhallen und Instandsetzungswerkstätten sowie das Offizierskasino, eine Sporthalle, Sportplätze, eine Hindernisbahn und das Kreiswehrersatzamt umfasste, beschloss der Verwaltungsausschuss der Stadt Lüneburg am 26. Oktober 2004 die Aufstellung des Bebauungsplans Nr. 129 „Schlieffen-Park“. Am 24. April 2008 wurde der Plan von der Ratsversammlung beschlossen und trat am 24. Juli 2009 in Kraft. Er setzte 5 Mischgebietsflächen, 16 Wohnquartiere, eine Gemeinbedarfsfläche für soziale und eine weitere für kulturelle Zwecke fest. Vier Planstraßen sollten das Gesamtgebiet erschließen. Ein in Ost-West-Richtung durchgehender Grünzug war ebenfalls vorgesehen. Im Zentrum des Geltungsbereichs wurde ein grüner Stadtpark geplant, im Norden verblieben ausgedehnte Park- und Grünflächen, während im Osten der Schlieffenwald festgelegt war. Auf Wohnflächen entfielen 16 Hektar, auf Grünflächen 25 Hektar und für die Erschließung 7 Hektar.
Im April 2010 fand der erste Spatenstich auf dem 48 Hektar großen Areal zur Errichtung von zunächst 90 Wohneinheiten statt. Insgesamt sollten es 700 Wohneinheiten für 1500 Bewohner werden. Der Name des Baugebietes wurde zudem von „Schlieffen-Park“ zu „Hanseviertel“ geändert. Zwischen 2010 und 2018 entstanden im Bebauungsplangebiet abschnittsweise die Bauten. Am 21. Februar 2012 wurde der Aufstellungsbeschluss für die 1. Änderung des Bebauungsplans Nr. 129 gefasst. Ziel war die Verdichtung des zentralen Bereichs mit Geschosswohnungsbauten. Zwei Mischgebietsflächen wurden hierfür erweitert und eine Gemeinbedarfsfläche zu einem Wohnquartier umgewandelt. Die am 7. Mai 2013 beschlossene Änderung trat am 20. Juni 2013 in Kraft. Die zweite Änderung, die durch Beschluss am 27. Oktober 2016 aufgestellt und am 28. März 2018 beschlossen wurde sowie zum 3. Mai 2018 in Kraft trat, betraf notwendige Ausgleichsmaßnahmen im Hinblick auf Eingriffe durch angrenzende Neubaugebiete. Die 3. Änderung des Bebauungsplans wurde mit Beschluss vom 16. August 2021 aufgestellt und am 2. März 2022 verabschiedet. Sie trat am 28. März 2022 in Kraft. Angepasst wurden lediglich einige wenige textliche Festsetzungen.

### Hanseviertel III
Für den 9,5 Hektar großen östlichen Zentralbereich der ehemaligen Kaserne, der durch die Panzerbataillone 83 und 84 belegt war, wurde am 24. März 2015 die Aufstellung des Bebauungsplans Nr. 153 I „Hanseviertel-Ost/Wohnen“ beschlossen. Ein städtebauliches Konzept wurde ab Frühjahr 2015 erarbeitet und auf dessen Grundlage die Baugebietsplanung erstellt. Am 23. August 2018 verabschiedete die Ratsversammlung die Satzung, die am 27. Dezember 2018 in Kraft trat. Festgesetzt wurden 15 Wohnquartiere auf 57.660 Quadratmetern sowie zwei Mischgebiete mit 8627 Quadratmetern. Im östlichen Teil des Bebauungsgebiets wurden ein durchgehender Nord-Süd-Grünzug, im westlichen Bereich zwei Parkanlagen vorgesehen. Insgesamt sind 7729 Quadratmeter Grünflächen festgesetzt. Vier Haupterschließungsstraßen in Nord-Süd-Richtung und zwei in Ost-West-Richtung waren geplant. Die Verkehrsflächen nehmen 21.152 Quadratmeter ein. Im September 2018 wurde ein städtebaulicher Vertrag abgeschlossen. Noch 2018 begannen die Abrissarbeiten, ab 2020 wurden die neuen Gebäude errichtet.
Für den östlichen Kasernenbereich, der einen ehemaligen technischen Bereich mit Panzer- und Kraftfahrzeughallen, einen Schießstand sowie Stabs- und Unterkunftsgebäude umfasst und an die Bundesstraße 4 und Bundesstraße 209 bzw. künftige Bundesautobahn 39 grenzt, beschloss die Stadt Lüneburg die Aufstellung des Bebauungsplans 153 II „Hanseviertel-Ost/Gewerbe“ am 24. März 2015. Die Satzung konnte nach Genehmigung durch die Ratsversammlung am 23. August 2018 zum 27. Dezember 2018 in Kraft treten. Es sind insgesamt 9 eingeschränkte Gewerbeflächen mit 55.492 Quadratmetern, zwei Versorgungsflächen für Elektrizität und Kraft-/Wärme-Kopplung mit 1320 Quadratmetern, Verkehrsflächen von 9.800 Quadratmetern mit einer Nord-Süd-Erschließungsstraße sowie öffentliche Grünflächen mit einem entlang der künftigen Bundesautobahn verlaufenden Grünzug im Umfang von 21.344 Quadratmetern vorgesehen. 2018 begann der Abriss, ab 2019 entstanden die ersten Gebäude von Gewerbebetrieben.
Am 15. Juni 2016 wurde für die entlang der Bleckeder Landstraße gelegenen Flächen der Aufstellungsbeschluss für den Bebauungsplan Nr. 153 III „Hanseviertel Ost/Bleckeder Landstraße“ gefasst. Sie umfassen hauptsächlich die früheren Wach- und Stabsgebäude, das Sanitätszentrum, Küchen und Kantinen. Nach der Genehmigung des Bebauungsplanentwurfs durch die Ratsversammlung am 19. September 2018 trat die Satzung zum 27. Dezember 2018 in Kraft. Im 5,4 Hektar großen Plangebiet wurden im Wesentlichen Mischgebiete mit 45.960 Quadratmetern sowie Verkehrsflächen und Parkplätze mit 8803 Quadratmetern festgelegt. Neben den Bestandsgebäuden sind zur Verdichtung drei weitere Bauflächen ausgewiesen. Zu den Nutzern gehören insbesondere Behörden, nicht störende Gewerbebetriebe und eine Kindertagesstätte.

## Denkmalschutz
Von der ehemaligen Schlieffen-Kaserne stehen allein das Offizierskasino und dessen Garten unter Denkmalschutz.